# ممنون حسین
ممنون حسین (زاده ۲ مارس یا ۲۳ دسامبر ۱۹۴۰ در آگره هند – درگذشتهٔ ۱۴ ژوئیهٔ ۲۰۲۱) رئیس‌جمهور پاکستان از سپتامبر ۲۰۱۳ تا سپتامبر ۲۰۱۸ بود. وی فارغ‌التحصیل مؤسسه مدیریت بازرگانی کراچی، فرماندار ایالت سند در جنوب پاکستان در زمان دولت وقت نواز شریف و معاون ارشد حزب حاکم مسلم لیگ نواز بود.
ممنون حسین با پایان دوره پنج‌ساله ریاست‌جمهوری آصف‌علی زرداری، جایگزین وی شد. زرداری از حزب مردم بود که به عنوان یک حزب مخالف محسوب می‌شود. ممنون حسین از متحدان نزدیک نواز شریف نخست‌وزیر پاکستان به‌شمار می‌آید. ممنون حسین روز چهارشنبه ۲۳ تیر ماه ۱۴۰۰ بعد از تحمل یک دوره سخت بیماری سرطان، فوت کرد.

## زندگی‌نامه
ممنون حسین در یک خانواده تاجر و اردو زبان در شهر آگره هند به دنیا آمد. پس از استقلال پاکستان در سال ۱۹۴۷، خانواده وی به پاکستان آمده و با استقرار در شهر کراچی، فعالیت تجاری خود را آغاز کردند.
وی از همان ابتدا به عنوان یک تاجر در زمینه نساجی فعالیت خود را در شهر کراچی واقع در ایالت سند پاکستان آغاز کرد. او همچنین در جوانی در ارتش پاکستان فعال بوده‌است

## پیروزی ممنون حسین در انتخابات
در انتخابات ۸ مردادماه سال ۱۳۹۲، ممنون حسین نامزد مورد حمایت حزب حاکم «اتحادیه مسلمانان» و از متحدان نواز شریف نخست‌وزیر پاکستان توانست با کسب ۴۳۲ رأی در مقابل ۷۷ رأی، تنها رقیب خود «وجیه‌الدین احمد» از حزب تحریک انصاف پاکستان را شکست دهد و توانست به عنوان رئیس‌جمهور جدید پاکستان وارد کاخ ریاست جمهوری پاکستان موسوم به «ایوان صدر» شود.
ایالت سند حوزه فعالیت حزب حاکم سابق و اپوزیسیون فعلی یعنی حزب مردم پاکستان است و این در حالی است که حوزه نفوذ نواز شریف در ایالت پنجاب می‌باشد.

## نحوه انتخاب رئیس‌جمهور در پاکستان
هر رئیس‌جمهوری در پاکستان برای پنج سال انتخاب می‌شود. رئیس‌جمهور مقامی تقریباً تشریفاتی در پاکستان به‌شمار می‌آید.
نمایندگان هر دو پارلمان ملی پاکستان یعنی؛ مجلس ملی و سنا، به همراه چهار مجلس استانی یا مجالس ایالتی که شامل سند، پنجاب، خیبر پختونخوا و بلوچستان رئیس‌جمهور این کشور را با رأی‌گیری انتخاب می‌کنند؛ که حدوداً تعداد این نمایندگان به هزار و صد نفر می‌رسد.
روند اخذ رای انتخابات ریاست جمهوری پاکستان در اسلام‌آباد تحت نظارت قاضی انور کاسی رئیس دادگاه عالی این شهر برگزار می‌شود.

## فعالیت‌های سیاسی
ممنون حسین، فارغ‌التحصیل مؤسسه مدیریت بازرگانی در کراچی در سال ۱۹۶۵ است. وی در سال ۱۹۶۹ برای اولین بار از طریق حزب مسلم لیگ نواز پا به عرصه سیاست گذاشت و در سال ۱۹۷۹ به عنوان مشاور سروزیر ایالت سند انتخاب شد.
حسین از سال ۱۹۹۳ و از زمان فعالیت نواز شریف در جبهه اپوزیسیون پاکستان، فعالیت خوبی در حزب مسلم لیگ نواز به ویژه در شهر کراچی داشت. او در ایام پایانی دولت نواز شریف برای مدت کوتاهی (از ژوئن تا اکتبر ۱۹۹۹) به عنوان فرماندار ایالت سند انتخاب شد اما بعد از کودتای پرویز مشرف مجبور شد از سمتش کناره‌گیری کند.
بعد از تبعید نواز شریف، ممنون حسین فعالیت سیاسی را کنار گذاشت اما در این مدت همچنان به نواز شریف وفادار ماند. بعد از بازگشت نواز شریف به پاکستان، ممنون حسین بار دیگر به عنوان یک فعال سیاسی فعالیت خود را در ایالت سند آغاز کرد.
وی پیش از برگزاری انتخابات ریاست جمهوری، معاون ارشد حزب حاکم مسلم لیگ نواز بود.